# 阿莱讷莱马赖
阿莱讷莱马赖（法語：Allennes-les-Marais，法語發音：[alɛn le maʁɛ]）是法国上法兰西大区北部省的一个市镇，位于该省中部偏西南，属于里尔区和里尔欧洲都会区。

## 地理
阿莱讷莱马赖（50°32'10"N, 2°57'3"E）面积5.55 平方千米，位于法国上法蘭西大區北部省，该省份为法国最北部的省份及最长的省份，西北濒北海，西接加来海峡省，南至埃纳省和索姆省，东与比利时接壤。
与阿莱讷莱马赖接壤的市镇（或旧市镇、城区）包括：瓦夫兰、栋村、阿讷兰、卡尔南、贡德库尔、埃兰。
阿莱讷莱马赖的时区为UTC+01:00、UTC+02:00（夏令时）。

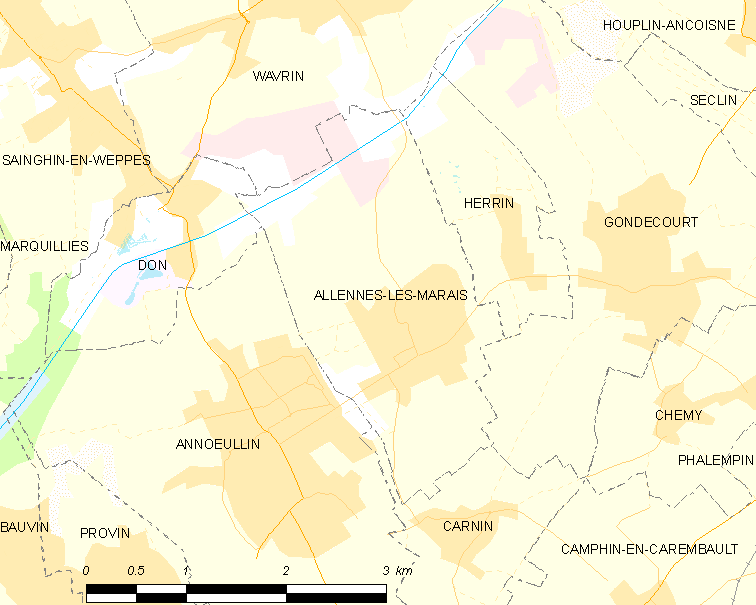
阿莱讷莱马赖的OSM定位图

## 行政
阿莱讷莱马赖的邮政编码为59251，INSEE市镇编码为59005。

## 政治
阿莱讷莱马赖所属的省级选区为阿讷兰县。

## 人口

1962-2008年间阿莱讷莱马赖人口变化图示

阿莱讷莱马赖于2022年1月1日时的人口数量为3549人。